# Hunnestad, Varbergs kommun
För andra betydelser, se Hunnestad.
Hunnestad är  kyrkbyn i Hunnestads socken och en tätort (före 2015 småort) i Varbergs kommun, Hallands län, belägen cirka 10 kilometer öster om centralorten Varberg. Hunnestads kyrka ligger här. 

## Historia
I Hunnestad fanns mellan 1911 och 1961 en station på Varberg-Ätrans Järnväg. 

### Befolkningsutveckling
| Befolkningsutvecklingen i Hunnestad 1990–2020                                | Befolkningsutvecklingen i Hunnestad 1990–2020 | Befolkningsutvecklingen i Hunnestad 1990–2020 | Befolkningsutvecklingen i Hunnestad 1990–2020 | Befolkningsutvecklingen i Hunnestad 1990–2020 |
| ---------------------------------------------------------------------------- | --------------------------------------------- | --------------------------------------------- | --------------------------------------------- | --------------------------------------------- |
|                                                                              |                                               |                                               |                                               |                                               |
| År                                                                           |                                               |                                               | Folkmängd                                     | Areal (ha)                                    |
| 1990                                                                         | 1990                                          |                                               | 175                                           | #                                             |
| 1995                                                                         | 1995                                          |                                               | 182                                           | #                                             |
| 2000                                                                         | 2000                                          |                                               | 179                                           | #                                             |
| 2005                                                                         | 2005                                          |                                               | 175                                           | #                                             |
| 2010                                                                         | 2010                                          |                                               | 166                                           | 31#                                           |
| 2015                                                                         | 2015                                          |                                               | 259                                           | 82                                            |
| 2020                                                                         | 2020                                          |                                               | 281                                           | 98                                            |
| Anm.: Ny tätort 2015 då Blixtorp införlivades, tidigare småort # Som småort. |                                               |                                               |                                               |                                               |

## Näringsliv
Ett välkänt företag är Lampfabriken Hunnestad AB, som företrädesvis sysslar med försäljning av lampor och artiklar för hus och hem. 